# Raw (album de Moxy)
Albums de Moxy
Moxy V
(2000)
Raw est l'unique album en public du groupe de hard rock canadien Moxy
Il fait suite à l'album Moxy V que le groupe a enregistré lors de sa reformation en 1999. Selon le label Bullseye Records of Canada, Raw aurait été enregistré dans un entrepôt de location à Pickering devant un public d'invités. Cependant dans l'intro du premier titre Midnight Flight, on entend le présentateur dire « Good Evening San-Antonio ».
Cet album a été enregistré avec un nouveau batteur Kim Hunt, Bill Wade (membre original) atteint d'un cancer décèdera le 21 juillet 2001.

## Liste des titres
| No  | Titre                                             | Auteur                         | Durée |
| --- | ------------------------------------------------- | ------------------------------ | ----- |
| 1.  | Midnuight Flight (de Moxy II, 1976)               | Earl Johnson                   | 4:34  |
| 2.  | Can't You See I'm a Star (de Moxy, 1975)          | Johnson                        | 3:35  |
| 3.  | Time to Move On (de Moxy, 1975)                   | Johnson / Buzz Shearman        | 4:01  |
| 4.  | Cause There's Another (de Moxy II, 1976)          | Buddy Caine / Shearman         | 4:05  |
| 5.  | Through the Storm (de Moxy II, 1976)              | Johnson                        | 4:04  |
| 6.  | I'll Set You on Fire (de Ridin' High, 1977)       | Caine                          | 3:30  |
| 7.  | Another Time Another Place (de Ridin' High, 1977) | Johnson                        | 4:02  |
| 8.  | Yucatan Man (de Moxy V, 2000)                     | Caine                          | 5:08  |
| 9.  | Nitro Love (de Moxy V, 2000)                      | Caine                          | 4:15  |
| 10. | Sweet Reputation (de Ridin' High, 1977)           | Johnson / Shearman / Bill Wade | 4:13  |
| 11. | Rock Baby (de Ridin' High, 1977)                  | Johnson                        | 4:18  |
| 12. | Out of Darkness (de Moxy, 1975)                   | Johnson / Shearman             | 5:12  |
| 13. | Moon Rider (de Moxy, 1975)                        | Johnson / Shearman             | 4:13  |
| 14. | Fantasy (de Moxy, 1975)                           | Johnson                        | 5:55  |
| 15. | Sail On sail Away (de Moxy, 1975)                 | Johnson                        | 5:27  |
| 16. | Nothing Comes Easy (de Ridin' High, 1977)         | Johnson                        | 6:22  |
| 17. | Ridin' High (de Ridin' High, 1977)                | Johnson                        | 4:34  |

## Musiciens
- Earl Johnson : guitares.
- Buddy Caine : guitares.
- Brian Maxim : chant.
- Jim Samson : basse.
- Kim Hunt : batterie, percussions.